# 布罗洛 (都灵广域市)
布罗洛（義大利語：Burolo）是意大利皮埃蒙特大区都靈廣域市的一个市镇。人口1267（2010年12月31日）。